# Maxi Sánchez
Maximiliano Sánchez Agüero, plus connu sous le nom de Maxi Sánchez, né le 15 décembre 1986 à Villa Mercedes (Argentine) est un joueur de padel professionnel argentin.
Il fut numéro 1 mondial du classement World Padel Tour à l'issue de la saison 2018.
Il est surnommé El Tiburón (le requin), notamment pour sa hargne et sa facilité à gagner des points en dehors de la piste.

## Biographie
Maximiliano démarre le padel à l'âge de 8 ans, et décide de quitter son pays pour l'Espagne à l'âge de 19 ans, faisant alors la promesse à son père de devenir un jour numéro un mondial.
Il devient professionnel en 2006, mais ne se révèle réellement qu'en 2013, aux côtés de son coéquipier Sanyo Gutiérrez avec qui il remportera les Master Finals en 2013 et 2014.
À la suite de la séparation de la paire formée par Fernando Belasteguín et Juan Martín Díaz, Maxi s'associe à ce dernier pour la saison 2015. Ils réalisent une saison très irrégulière et dans l'ombre de la paire Fernando Belasteguín - Pablo Lima. Malgré tout, ils remportent le Master Final en battant Ramiro Moyano et Maxi Grabiel en finale.
Il passe ensuite les saisons 2016 et 2017 avec l'espagnol Matías Díaz avant de s'associer en 2018 avec Sanyo Gutiérrez pour une saison réussie, où le duo finira première paire au classement mondial. Maxi et Sanyo resteront ensemble jusqu'à fin 2019. Dans une saison 2020 altérée par la Pandémie de Covid-19, Maxi Sánchez s'est séparé de Sanyo Gutiérrez et est revenu avec son ancien partenaire Matías Díaz, mais sans réussir à atteindre le niveau affiché avec Sanyo au cours des 2 dernières saisons. Après avoir atteint 2 demi-finales, ils se séparent au milieu de la saison et Maxi joue la dernière partie de saison aux côtés de Martín Di Nenno, avec qui il réussit à atteindre les demi-finales du Master Final de Minorque.
A partir de 2021, il s'associe avec Adrián Allemandi, mais se séparent après seulement un tournoi. Maxi Sánchez commence alors à jouer aux côtés de l'argentin Luciano Capra avec qui il restera associé jusqu'à fin 2022.

## Titres

### Championnat du monde de padel
| N.º | Année | Ville hôte | Adversaires en finale | Résultat |
| --- | ----- | ---------- | --------------------- | -------- |
| 1.  | 2016  | Cascais    | Espagne               | 2-1      |
| 2.  | 2022  | Dubaï      | Espagne               | 2-1      |

### World Padel Tour
| N.º | Année | Tournoi            | Catégorie    | Partenaire       | Adversaires en finale                  | Résultat              |
| --- | ----- | ------------------ | ------------ | ---------------- | -------------------------------------- | --------------------- |
| 1.  | 2013  | Valence            | Open         | Sanyo Gutiérrez  | Maxi Grabiel Miguel Lamperti           | 6-3 / 7-5 / 6-4       |
| 2.  | 2013  | Buenos Aires       | Open         | Sanyo Gutiérrez  | Matías Díaz Cristian Gutiérrez         | 4-6 / 7-6 / 6-2 / 6-3 |
| 3.  | 2013  | Madrid             | Master Final | Sanyo Gutiérrez  | Juan Martín Díaz Fernando Belasteguín  | 6-7 / 6-1 / 7-6 / ab. |
| 4.  | 2014  | Málaga             | Open         | Sanyo Gutiérrez  | Pablo Lima Juani Mieres                | 4-6 / 6-4 / 6-2 / 6-4 |
| 5.  | 2014  | Madrid             | Master Final | Sanyo Gutiérrez  | Juan Martín Díaz Fernando Belasteguín  | 7-6 / 5-7 / 7-5       |
| 6.  | 2015  | Madrid             | Master Final | Juan Martín Díaz | Maxi Grabiel Ramiro Moyano             | 2-6 / 6-4 / 6-1       |
| 7.  | 2016  | Mendoza            | Open         | Matías Díaz      | Sanyo Gutiérrez Paquito Navarro        | 6-4 / 7-5             |
| 8.  | 2017  | Bilbao             | Open         | Matías Díaz      | Pablo Lima Fernando Belasteguín        | 7-6 / 4-6 / 6-1       |
| 9.  | 2018  | Badalone           | Master       | Sanyo Gutiérrez  | Juan Cruz Belluati Juan Lebrón         | 6-4 / 6-2             |
| 10. | 2018  | Saragosse          | Open         | Sanyo Gutiérrez  | Juan Martín Díaz Paquito Navarro       | 6-4 / 6-7 / 6-3       |
| 11. | 2018  | Jaén               | Open         | Sanyo Gutiérrez  | Juan Martín Díaz Paquito Navarro       | 6-3 / 6-3             |
| 12. | 2018  | Mijas              | Open         | Sanyo Gutiérrez  | Juan Cruz Belluati Juan Lebrón         | 6-2 / 7-5             |
| 13. | 2018  | Andorre-la-Vieille | Open         | Sanyo Gutiérrez  | Cristian Gutiérrez Franco Stupaczuk    | 5-7 / 6-4 / 6-4       |
| 14. | 2018  | Lisbonne           | Master       | Sanyo Gutiérrez  | Juani Mieres Miguel Lamperti           | 7-6 / 7-5             |
| 15. | 2018  | Buenos Aires       | Master       | Sanyo Gutiérrez  | Adrián Allemandi Agustín Gómez Silingo | 6-7 / 6-4 / 6-2       |
| 16. | 2018  | Murcie             | Open         | Sanyo Gutiérrez  | Pablo Lima Paquito Navarro             | 2-6 / 7-5 / 6-3       |
| 17. | 2019  | Marbella           | Master       | Sanyo Gutiérrez  | Juan Lebrón Paquito Navarro            | 6-1 / 7-6             |
| 18. | 2019  | Logroño            | Open         | Sanyo Gutiérrez  | Juan Lebrón Paquito Navarro            | 7-6 / 7-6             |
| 19. | 2019  | Vigo               | Open         | Sanyo Gutiérrez  | Juan Lebrón Paquito Navarro            | 6-3 / 6-4             |
| 20. | 2019  | Minorque           | Open         | Sanyo Gutiérrez  | Uri Botello Javier Ruiz                | 6-4 / 6-3             |
| 21. | 2019  | Mexico             | Open         | Sanyo Gutiérrez  | Juan Lebrón Paquito Navarro            | 7-6 / 6-2             |
| 22. | 2021  | Valladolid         | Master       | Luciano Capra    | Federico Chingotto Juan Tello          | 6-3 / 6-4             |